# Chrysolina chalcites
Chrysolina chalcites (лат.) — вид жуков из подсемейства хризомелин (Chrysomelinae) семейства листоедов. Распространён на юго-востоке Европы (Апулия, Балканский полуостров, водосборный бассейн реки Дунай, юг Украины, юг России), Кавказе, в Малой Азии, на Ближнем Востоке, в Центральной Азии и Египте. Жуки встречаются на солончаках.
Длина тела жуков 5,5—7 мм. Жуки оливково-зелёные или бронзовые, шагреневые, обладают слабым блеском. Усики и ноги рыже-бурые, основание усиков желтоватое. Верхняя сторона тела жука, кроме рядов надкрылий, в едва различимых и очень редких точках.